# 僖公 (許)
僖公（きこう、? - 紀元前621年）は、春秋時代の諸侯国の許の君主の一人。姓は姜、名は業。在位期間は紀元前658年から紀元前621年とされている。